# IC 513
IC 513 ist eine linsenförmige Galaxie vom Hubble-Typ S0 im Sternbild Wasserschlange südlich der Ekliptik. Sie ist schätzungsweise 257 Millionen Lichtjahre von der Milchstraße entfernt.
Das Objekt wurde am 20. April 1892 vom französischen Astronomen Stéphane Javelle entdeckt.